# Maria-Magdalena Rusu
Maria-Magdalena Rusu, född 30 september 1999 i Fălticeni, är en rumänsk roddare.

## Karriär

### 2019–2022
I juni 2019 vid EM i Luzern var Rusu en del av Rumäniens lag som tog guld i åtta med styrman. I oktober 2020 tog hon sitt andra EM-guld i åtta med styrman vid EM i Poznań. I april 2021 tog Rusu sitt tredje raka EM-guld i åtta med styrman vid EM i Varese. I juli 2021 var hon en del av Rumäniens lag som slutade på sjätte plats i åtta med styrman vid OS i Tokyo.
I augusti 2022 vid EM i München tog Rusu sitt fjärde raka EM-guld i åtta med styrman. Hon tog även ett brons tillsammans med Mădălina Bereș, Iuliana Buhuș och Amalia Bereș i fyra utan styrman. Följande månad vid VM i Račice tog Rusu sitt första VM-guld i åtta med styrman.

### 2023–2024
I maj 2023 vid EM i Bled tog Rusu guld tillsammans med Mădălina Bereș, Maria Tivodariu och Amalia Bereș i fyra utan styrman. Hon var även en del av Rumäniens lag som tog guld i åtta med styrman. I september 2023 vid VM i Belgrad tog Rusu silver i fyra utan styrman tillsammans med Mădălina Bereș, Maria Tivodariu och Amalia Bereș. Hon var även en del av Rumäniens lag som tog guld i åtta med styrman.
I april 2024 vid EM i Szeged tog Rusu silver tillsammans med Mădălina Bereș, Maria Lehaci och Amalia Bereș i fyra utan styrman. Hon var även en del av Rumäniens lag som tog guld i åtta med styrman. Vid olympiska sommarspelen 2024 i Paris var Rusu en del av Rumäniens lag som tog guld i åtta med styrman samt slutade på fjärde plats i fyra utan styrman tillsammans med Iulia-Liliana Balaucă, Larisa Bogdan och Maria Lehaci.

### 2025–
Vid EM 2025 i Plovdiv tog Rusu guld i tvåa utan styrman tillsammans med Simona Radiș.